# Ryota Oshima
Ryota Oshima (大島 僚太, Oshima Ryota) est un footballeur international japonais né le 23 janvier 1993 à Shizuoka. Il évolue au poste de milieu de terrain.

## Biographie

### En club
Ryota Oshima débute en première division avec le Kawasaki Frontale lors de l'année 2011. Il participe avec cette équipe à la Ligue des champions d'Asie en 2014. Lors de cette compétition, il inscrit un but contre l'équipe australienne du Western Sydney. Le Kawasaki Frontale atteint les huitièmes de finale du tournoi, en étant battu par le FC Séoul.

### En équipe nationale
Ryota Oshima participe avec l'équipe du Japon des moins de 19 ans au championnat d'Asie des moins de 19 ans en 2012. Le Japon est éliminé en quart de finale par l'Irak.
Il participe ensuite aux Jeux asiatiques de 2014 qui se déroulent à Incheon. Lors de ces jeux, il inscrit un but contre le Koweït.
En janvier 2016, il dispute le championnat d'Asie des moins de 23 ans organisé au Qatar. Lors de cette compétition, il inscrit un but contre l'Arabie saoudite. Le Japon remporte le tournoi en battant la Corée du Sud en finale.
Il participe ensuite en mai 2016 au Tournoi de Toulon. Il est dans la foulée retenu par le sélectionneur Makoto Teguramori afin de participer aux Jeux olympiques d'été organisés au Brésil. Lors du tournoi olympique, il joue trois matchs : contre le Nigeria, la Colombie, et la Suède.
Il reçoit sa première sélection en équipe du Japon le 1er septembre 2016, contre les Émirats arabes unis. Ce match perdu 1-2 rentre dans le cadre des éliminatoires du mondial 2018.

## Palmarès
Kawasaki Frontale
- Champion du Japon en 2017, 2018 et 2020
- Vainqueur de la Supercoupe du Japon en 2019
- Vainqueur de la Coupe de la Ligue japonaise en 2019
- Vainqueur de la Coupe du Japon en 2020

 Japon
- Vainqueur du championnat d'Asie des moins de 23 ans en 2016 avec l'équipe du Japon